# Last Resort (jeu vidéo)
Pour les articles homonymes, voir Last Resort.
Last Resort est un jeu vidéo de type shoot 'em up développé et édité par SNK en 1992 sur Neo-Geo MVS et Neo-Geo AES et en 1994 sur Neo-Geo CD (NGM 024),,.

## Design
Certains décors sont fortement inspirés par l'animé Akira réalisé par Katsuhiro Ōtomo en 1988.
- Le premier niveau reprend le design de la ville de Neo-Tôkyô telle qu'aperçue dans un plan du début du film.

- Le cratère présent à l'arrière-plan du boss de fin du premier niveau est lui aussi fortement inspiré par le cratère visible au début de l'animé Akira.

- Le deuxième niveau reprend quant à lui des éléments de la ville de Neo-Tôkyô détruite après l'explosion provoquée par Tetsuo (immeubles partiellement immergés et ciel très chargé).

## Réédition
- Console virtuelle (Japon)